# Дуб Олексій Федорович
Олексі́й Фе́дорович Ду́б (нар. 9 лютого 1979 — 12 червня 2015) — військовослужбовець, солдат Збройних сил України. Учасник російсько-української війни.

## Короткий життєпис
Народився у Виступовичах. Після аварії на Чорнобильській АЕС цю територію визнали радіаційно забрудненою, жителів з Полісся переселили в Олександрівський район Кіровоградської області. Родина Дубів опинилася у Несватковому. Закінчив 9 класів Несватківської ЗОШ.
Працював в одному з приватних підприємств села Ігнатпіль.
Мобілізований, солдат, механік-водій танка, 30-та окрема механізована бригада.
12 червня 2015 опівдні під час артилерійського обстрілу терористами опорного пункту ЗСУ поблизу Луганського загинули двоє танкістів — Віктор Кеслер та Олексій Дуб, поранено навідника Романа Олейнікова (родом з Київської області). Під час обстрілу сталося загоряння танка, екіпаж намагався врятувати його, однак тоді розпочався черговий обстріл. Олексій Дуб загинув від важкого осколкового поранення.
Без Олексія лишились цивільна дружина Раїса Василівна, син Павло 2003 р.н. від першого шлюбу та донька Ольга 2007 р.н. (батьки вже померли), двоюрідна сестра Оксана Лопатко.
Похований у місті Овруч.

## Нагороди та вшанування
- 22 вересня 2015 року, — за мужність, самовідданість і високий професіоналізм, виявлені у захисті державного суверенітету та територіальної цілісності України, вірність військовій присязі, — нагороджений орденом «За мужність» III ступеня (посмертно)[1].
- 30 вересня 2015-го в Овручі на стіні будинку, де проживав Олексій, відкрито меморіальну дошку його честі
- в листопаді 2015-го на фасаді Несватківського НВК відкрито меморіальну дошку на честь загиблого колишнього учня Олексія Дуба.
- рішенням 17-ї Овруцької міської ради 7-го від 25.8.2016 № 487 Дубу Олексію Федоровичу присвоєно звання «Почесний громадянин міста» (посмертно)